# Antoine Barthélemy
Pour les articles homonymes, voir Barthélemy.
Antoine Joseph Barthélemy, né à Namur le 3 février 1766 et mort à Fernelmont au château de Franc-Waret le 10 novembre 1832, est un avocat et homme politique belge francophone libéral.

## Biographie
En 1787, après ses études à l'Université de Louvain, Barthélemy fut reçu comme avocat au Conseil souverain de Brabant. 
En 1794, Barthélemy devint échevin de la ville de Bruxelles, au moment où la Belgique fut envahie pour la seconde fois par les armées françaises. Barthélemy parvint à éviter une contribution de cinq millions mise sur la ville de Bruxelles au péril de sa vie. 
Après les événements de 1795, il fut exclu par le gouvernement du conseil municipal. Il n'y rentrera que le 10 novembre 1807, par décret impérial. Il fut alors chargé de la liquidation des dettes de Bruxelles. En 1822, Barthélemy devint receveur des hospices de Bruxelles. Par dispense, octroyée par le roi Guillaume, il put rester membre de la régence. 
En 1815, Barthélemy fut cofondateur du premier journal belge libre, L'Observateur.
En 1820, il fut l'un des signataires d'une consultation donnée en faveur d'un publiciste belge, Vanderstraeten, poursuivi pour avoir critiqué le gouvernement des Pays-Bas. Les sept avocats qui signèrent cette consultation furent l'objet de poursuites et subirent un emprisonnement préventif de quelques semaines.
En 1821, Barthélemy, membre des États provinciaux du Brabant,,, fut élu membre de la Seconde Chambre des États généraux, dont il fut par la suite plusieurs fois rapporteur du budget.
Lors de la révolution de 1830, Barthélemy fut envoyé au Congrès national par la ville de Bruxelles. Il fit partie de la délégation qui alla offrir au duc de Nemours la couronne de Belgique. Ensuite, il fit partie du second ministère du régent comme ministre de la Justice. À l'avènement du roi Léopold Ier de Belgique, il fut ainsi le premier ministre de la justice du régime constitutionnel.
Barthélemy meurt d'une apoplexie foudroyante au château de Franc-Waret, où le marquis de Croix, condamné à mort lors de la Révolution française, avait trouvé asile.